# Pseudotritonia antarctica
Pseudotritonia antarctica (Odhner, 1934) è un mollusco nudibranchio della famiglia Proctonotidae.